# Лягушка-путешественница (мультфильм, 1965)
«Лягу́шка-путеше́ственница» — рисованный мультипликационный фильм Вячеслава Котёночкина и Александра Трусова, яркая детская киносказка по мотивам одноимённой сказки В. М. Гаршина о хвастливой Лягушке.

## Сюжет
На болоте жила лягушка. Осенью утки, летевшие на юг, остановились у болота. Лягушке стало интересно, что же это за «юг» такой, и она уговаривает уток взять её с собой. На вопрос вожака стаи, как же она полетит с ними, лягушка, подозвав к себе селезней, просит их взяться клювами за концы прутика, за который будет держаться ртом сама. Утки восхитились идеей лягушки и согласились показать ей юг.
Когда лягушка пролетала над деревнями, люди удивлялись: кто это придумал такую хитрую штуку? Пролетая над очередной деревней, лягушка, забыв про прутик, заквакала: «Это я!» Выпустив прутик, лягушка упала вниз и попала в другое болото. Там она рассказала местным лягушатам о том, как она придумала удивительный способ путешествовать на утках по миру и побывала на юге, а теперь залетела посмотреть, как тут живут. Но утки не возвращались. Каждый день лягушка рассказывала другим лягушкам одно и то же, и те принимались её качать.
В конце концов лягушкам надоела болтовня гостьи. Они решили, что она просто выдумала эту историю и начали над ней смеяться. Расстроенная путешественница попыталась рассказать эту историю головастику, и пока она рассказывала, её схватил аист и полетел. Но счастливой лягушке было всё равно. И она кричала: «Я лечу!». Дальнейшая судьба лягушки неизвестна — либо аист съел её, либо лягушка вырвалась и свалилась в другое болото.

## Роли озвучивали
| Актёр             | Роль (озвучивание)      |
| ----------------- | ----------------------- |
| Лариса Пашкова    | лягушка-путешественница |
| Эраст Гарин       | селезень-вожак          |
| Елена Понсова     | лягушка Кваля           |
| Михаил Яншин      | лягух Кваня             |
| Георгий Милляр    | небольшой селезень      |
| Рина Зелёная      | лягушонок               |
| Клара Румянова    | лягушата                |
| Мария Виноградова | лягушонок               |
| Ростислав Плятт   | от автора               |

## Создатели
| автор сценария                     | Николай Эрдман |
| режиссёры и художники-постановщики | Александр Трусов, Вячеслав Котёночкин |
| композитор                         | Михаил Меерович |
| оператор                           | Елена Петрова |
| звукооператор                      | Георгий Мартынюк |
| монтаж                             | М. Русановой |
| ассистент режиссёра                | Е. Туранова |
| мультипликаторы                    | Рената Миренкова, Владимир Крумин, Константин Чикин, Игорь Подгорский, Лидия Резцова, Борис Бутаков, Елизавета Комова, Иван Давыдов, Владимир Рогов, Ольга Сысоева, Борис Садовников, Вера Валерьянова, Елена Танненберг |
| редактор                           | Раиса Фричинская |